# Roy Beck
Roy Howard Beck (* 12. Juli 1948 in Springfield, Missouri) ist ein ehemaliger Journalist und Gründer von NumbersUSA. Bekannt ist er aus Debatten über Bevölkerung, Arbeit und Einwanderung und über seine Youtube-Videos.
Beck war Chef im Washingtoner Büro der Booth Newspapers und zuvor für The Grand Rapids Press und The Cincinnati Enquirer tätig. Außerdem arbeitete er für John Tantons Magazin The Social Contract. 
Sein Artikel The Ordeal of Immigration in Wausau vom April 1994 im Atlantic Monthly brachte ihm landesweite Aufmerksamkeit im Einwanderungsdiskurs. Becks Organisation NumbersUSA übte im Juni 2007 Druck auf die US-Senatoren aus, ein umfassendes Einwanderungsgesetz abzulehnen. Beck wird als Tutor des US-Politikers Tom Tancredo in Einwanderungsfragen bezeichnet. 

## Werke (Auswahl)
- The Case Against Immigration: The moral, economic, social, and environmental reasons for reducing U.S. immigration back to traditional levels. W.W. Norton, New York 1996, ISBN 0-393-03915-3 (PDF).
- Re-charting America's future: responses to arguments against stabilizing U.S. population and limiting immigration. Social Contract Press, Petoskey 1994, ISBN 1-881780-06-6 (PDF).
- On thin ice: a religion reporter's memoir. Bristol Books, Wilmore 1988, ISBN 0-917851-12-9.